# Lazna
Lazna este o localitate din comuna Nova Gorica, Slovenia, cu o populație de 5 locuitori.